# EuroSprinter

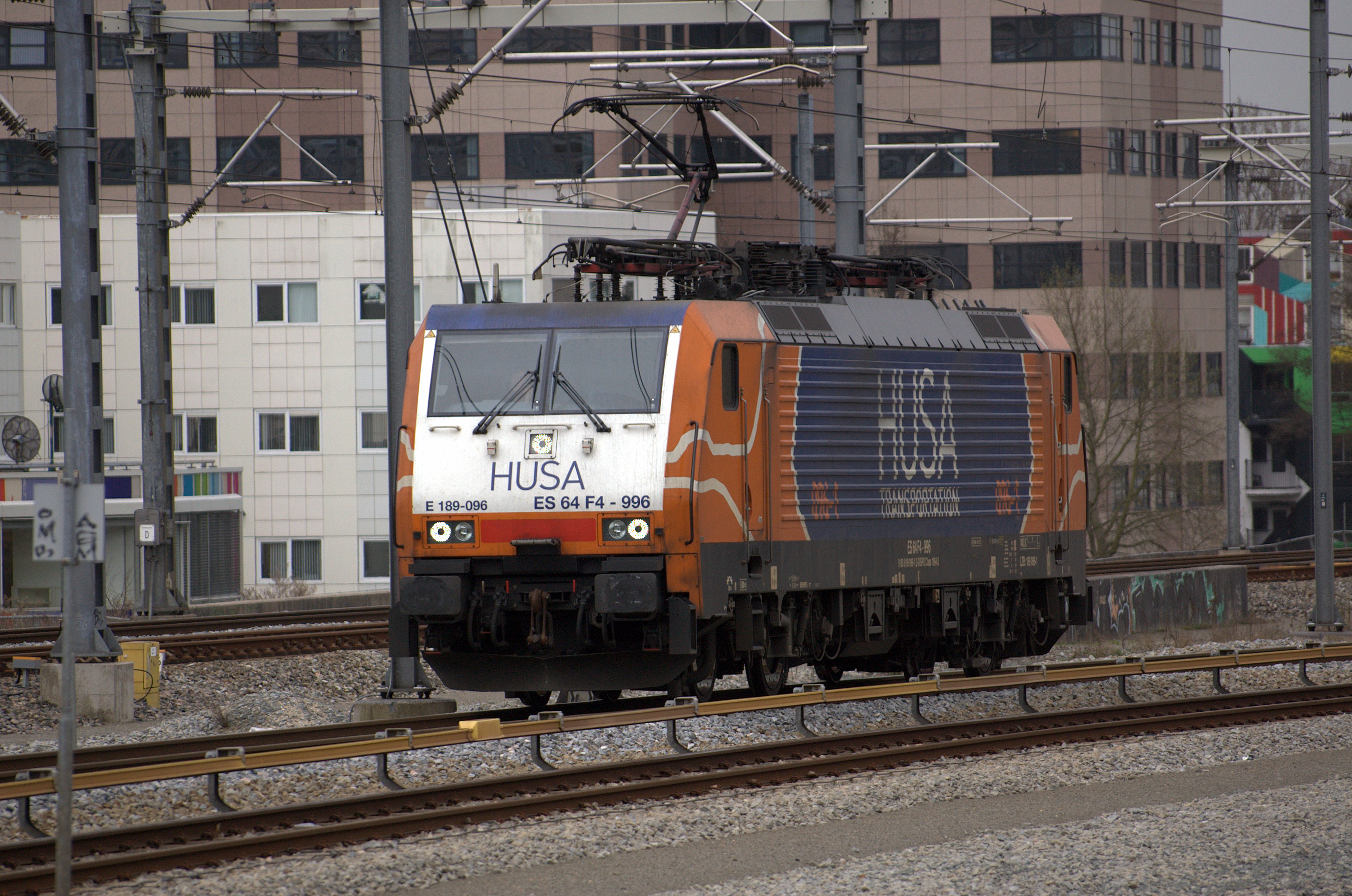
La locomotora eléctrica E 189.096 (Siemens EuroSprinter ES64F4) de MRCE, alquilada a Husa Transportation Railway Service, en la estación de Ámsterdam Bijlmer ArenA (Países Bajos).

EuroSprinter o ES 64 es el nombre de una familia de locomotoras fabricada por Siemens Mobility y Krauss-Maffei y que es utilizada por numerosas compañías ferroviarias. Deriva de las series 120 de DB y 252 de RENFE.

## Nomenclatura
El término "ES 64" utilizado por los fabricantes es la abreviación de "EuroSprinter" junto con las dos primeras cifras de la potencia (6400 kW). La U se refiere a locomotora universal , P a prototipo y F a mercancías (Freight/Fracht).
El número que sigue es para el tipo de electrificación: 2 para bitensión, 4 para cuatro tensiones.

## Tabla comparativa
| Tipo                        | ES 64 P   | ES 64 U2          | ES 64 U4                      | ES 64 F   | ES 64 F4                                                 | EG 3100           |
| --------------------------- | --------- | ----------------- | ----------------------------- | --------- | -------------------------------------------------------- | ----------------- |
| Primera entrada en servicio | 1992      | 2000              | 2005                          | 1996      | 2003                                                     | 1999              |
| Ejes                        | Bo'Bo'    | Bo'Bo'            | Bo'Bo'                        | Bo'Bo'    | Bo'Bo'                                                   | Co'Co'            |
| Sistemas (kV/Hz)            | 15 / 16,7 | 15 / 16,7 25 / 50 | 15 / 16,7 25 / 50 DC 3 DC 1,5 | 15 / 16,7 | 15 / 16,7 25 / 50 DC 3 DC 1,5                            | 15 / 16,7 25 / 50 |
| Potencia (kW)               | 6400      | 6400              | 6400                          | 6400      | 6400 con AC 25/15 kV 6000 con DC 3 kV 4200 con DC 1,5 kV | 6500              |
| Par (kN)                    | 300       | 300               | 300                           | 300       | 300                                                      | 400               |
| Velocidad máxima (km/h)     | 230       | 230               | 230                           | 140       | 140                                                      | 140               |
| Tara (t)                    | 86        | 86                | 86                            | 86        | 86                                                       | 129               |
| DB-Serie                    | 127       | 182               | –                             | 152       | 189                                                      | –                 |
| ÖBB-Serie                   | –         | 1016/1116         | 1216                          | –         | –                                                        | –                 |
| SBB-Serie                   | –         | –                 | –                             | –         | Re 474                                                   | –                 |
| SŽ-Serie                    | –         | –                 | 541                           | –         | -                                                        | –                 |

AC = Alternating Current = Corriente alterna

DC = Direct Current = Corriente continua

## Otras series de Eurosprinter
- MÁV Hungría Serie 1047
- Györ-Sopron-Ebenfurthi Vasút, GySEV Hungría/Austria, Serie 1047.5
- SNCB EuroSprinter ES60U3
- Siemens dispolok ES 64 U2 (Alemania, en parte alquilada a otras compañías)

## Fuente y Traducción
- Entrada procedente de Ferropedia, la enciclopedia colaborativa del ferrocarril Archivado el 15 de octubre de 2013 en Wayback Machine. publicada bajo los términos del a licencia GFDL.
- Alemán:

- Datos: Q174852
- Multimedia: Siemens EuroSprinter / Q174852